# Kõrtsialuse
Kõrtsialuse est un village de 38 habitants de la Commune d'Aseri du Comté de Viru-Est en Estonie.